# مصادم أيونات ثقيلة بسرعات النسبية
مصادم أيونات ثقيلة بسرعات النسبية في الفيزياء النووية (بالإنجليزية: Relativistic Heavy Ion Collider أو مختصرا RHIC) هو معجل جسيمات في هيئة دائرة يقوم بتسريع الأيونات الثقيلة إلى سرعات تقترب من سرعة الضوء في اتجاهين متضادين ثم يدعها تتصادم ببعضها البعض، ويقوم العلماء بدراسة جسيمات جديدة تنشأ عن ذلك. هذا يعطينا معلومات عن تركيب الجسيمات الأولية التي تتكون منها الذرات وتتكون منها جميع العناصر المختلفة. كما يقوم العلماء بدراسة القوى المؤثرة بين الجسيمات وعلاقاتها ببعضها البعض. أنشيء «مصادم الأيونات الثقيلة بسرعات النسبية» في مختبر بروكهافن الوطني بالولايات المتحدة الأمريكية، في مدينة ابتون على جزيرة لونغ آيلاند.
معنى «سرعات النسبية» relativistic velosities هو سرعات عالية جدا جدا تقترب من سرعة الضوء (300.000 كيلومتر في الثانية)، تجعل تصرف حركة الجسيمات مسايرة لأساسيات النظرية النسبية الخاصة لاينشتاين. مع عدم الخلط بين سرعات النسبية  التي نتعامل معها هنا وسرعة نسبية: فالسرعة النسبية تعني السرعة النسبية التي يتحرك بها قطار «بالنسبة» إلى سيارة تسير في اتجاه ما، أو سرعة راكب داخل القطار بالنسبة إلى سرعة القطار، وهذه كلها سرعات أقل بكثير جدا من سرعة الضوء، التي هي أعلى سرعة في الكون وتتحرك بها موجات الضوء والإشارات الاسلكية والأشعة الكهرومغناطيسية بوجه عام.
يستخدم مصادم الايونات الثقيلة بسرعات النسبية في أبحاث بلازما الكوارك والجلوون وفي دراسة تركيب العزم المغزلي (سبن) للبروتون. بني المصادم لإنتاج وتسريع البروتونات إلى طاقة تصل إلى 200 جيجا إلكترون فولط (ثم عليت طاقته لتصل 500 جيجا إلكترون فولط)، كما يمكنه إنتاج فيض من أنوية الذرات الثقيلة مثل ديوتريوم حتى أنوية ذرات الذهب، وأنوية الذهب هي الأيونات الثقيلة المعنية هنا. يقوم المصادم بتسريع أزواج الأيونات الثقيلة حتى طاقة 200 جيجا إلكترون فولط في اتجاهين متضادين ثم يدعهم يتصادمون. فهو يتكون من دائرتين للتسريع محيط كل منهما نحو 3830 متر وتتقاطع الدائرتان عند ستة نقاط. في تلك النقاط تحدث تصادمات الأيونات الثقيلة السريعة ببعضها البعض، وتحيط بكل نقطة أجهزة قياس علمية لقياس نواتج التصادم وسرعاتها. وقد كان أول تصادم للأيونات في عام 2000 .
في عام 2011 تم اكتشاف أثقل مادة مضادة اكتشفت حتى ذلك الحين وهي نواة مضاد الهيليوم-4 واجريت عليها عدة تجارب.
.
بنيت على مصادم الأيونات الثقيلة بسرعات النسبية تجربتين كبيرتين:
- فينيكس PHENIX وهي تجربة خاصة بدراسة التفاعلات النووية في الطاقات العالية،
- تجربة «ستار» وهذا الاسم اختصار لـ Solenoidal Tracker at RHIC ، أي لولب مغناطيسي للقياس على مصادم الأيونات الثقيلة ذات سرعات النسبية.

كما أجريت خلال السنوات الأولى بعد الإنشاء بعض التجارب الصغيرة المتعلقة بالتصادمات، منها:
- فوبوس PHOBOS ,
- برامز BRAHMS
- و pp2pp.

ليس هذا المصادم هو الوحيد وإنما يوجد في أوروبا مصادم الهادرونات الكبير الذي أنشيء على الحدود بين فرنسا وسويسرا بالقرب من جنيف واستغرق بناؤه عشرة أعوام وبدأ العمل في عام 2011. كما توجد معجلات أخرى كبيرة في روسيا وأمريكا وغيرها.

## المستقبل
عمل مصادم الأيونات الثقيلة بسرعات النسبية بين عامي 2000 إلى 2010 وكان أكبر معجل للجسيمات الثقيلة في العالم. ثم بني في أوروبا مصادم الهادرونات الكبير بالقرب من جنيف على الحدود الفرنسية السويسرية وهو خاص بتصادم البروتونات، ويعمل في إطار إنتاج واختبارات الأيونات الثقيلة لمدة شهر كل عام. سوف يستطيع مصادم الهادرونات الكبير LHC العمل بطاقات أعلى 28 مرة من مصادم الأيونات الثقيلة بسرعات النسبية، مع أنه يعمل الآن بنحو نصف تلك الطاقة. وحاليا بتاريخ 2012 فكلا المصادمان هما أكبر المصادمات العاملة في العالم.
يشتغل مصادم الأيونات الثقيلة بسرعات النسبية لفترات أطول في العام وتدرس عليه أعدادا كبيرة من تصادمات أنواع مختلفة من العناصر وبطاقات مختلفة. وكان من المزمع تعديل بنية RHIC إلى eRHIC : أي تحويله إلى معجل للإلكترونات/و البوزيترونات إلى سرعات 10 جيجا إلكترون فولط (10 مليار إلكترون فولط)، مما يتيح إجراء البحوث على تصادم الإلكترونات بأيونات الذرات. ويحتاج المختبر لبناء مكشاف جديد كبير لتسجيل تلك القياسات.

## معرض صور

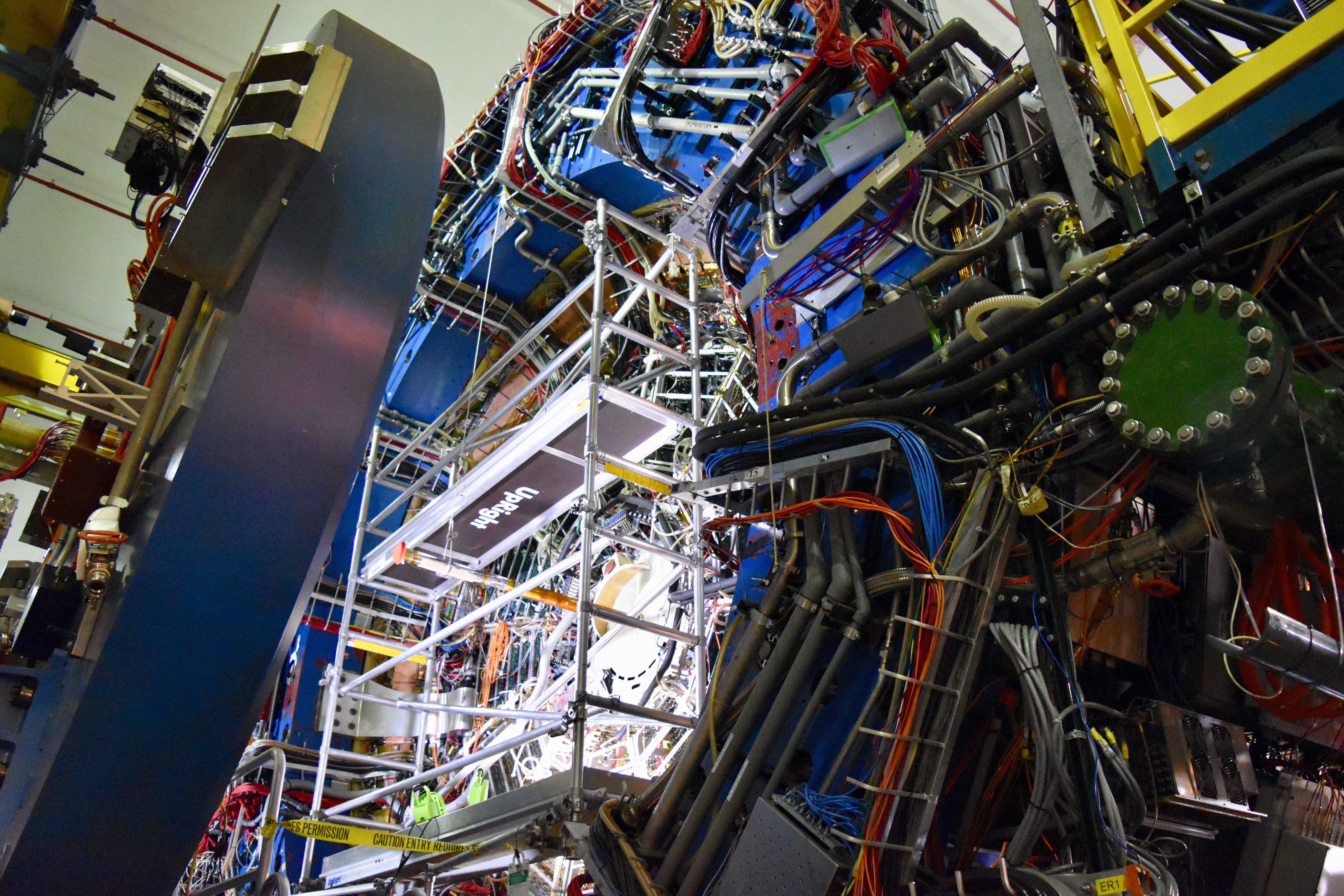
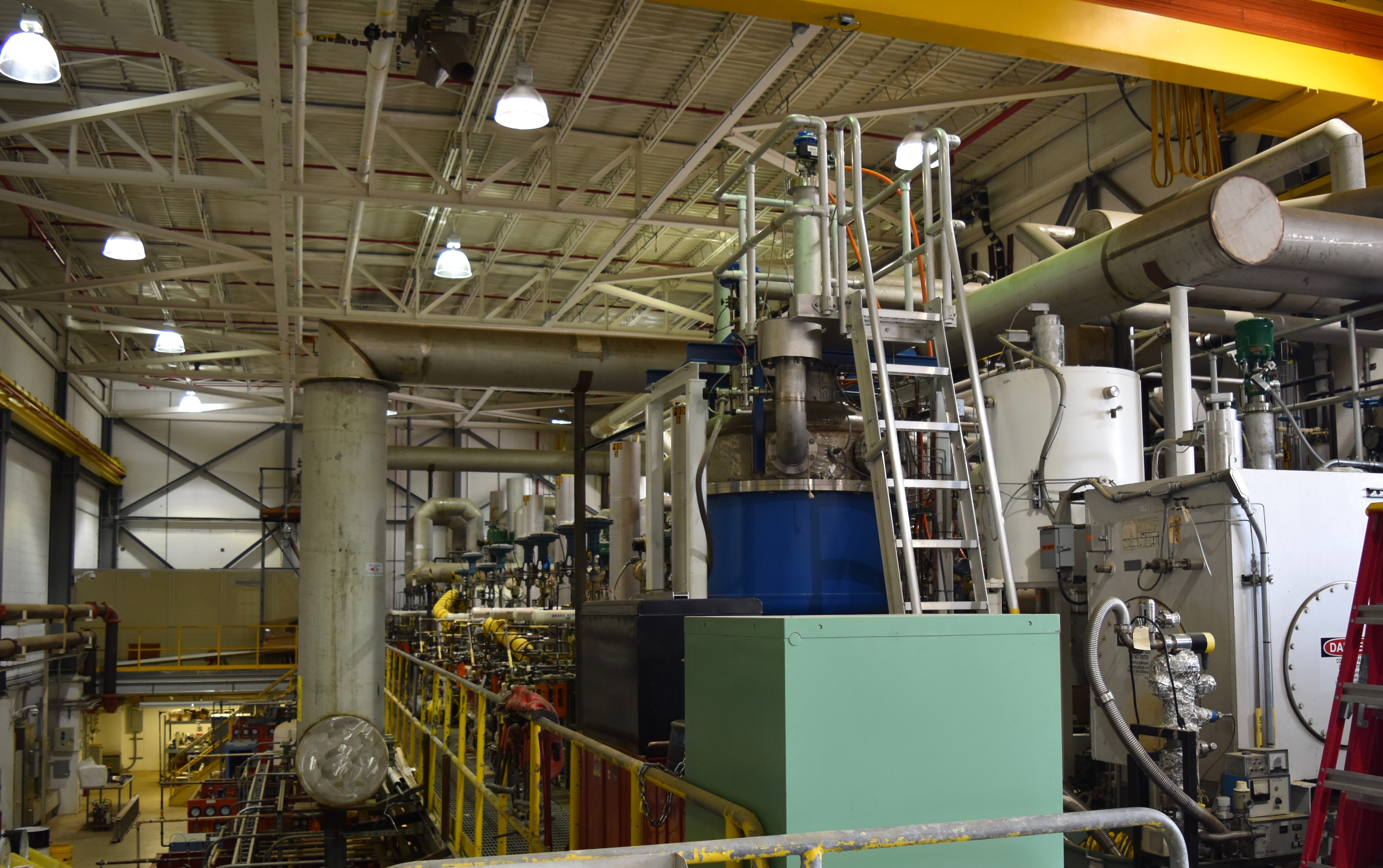
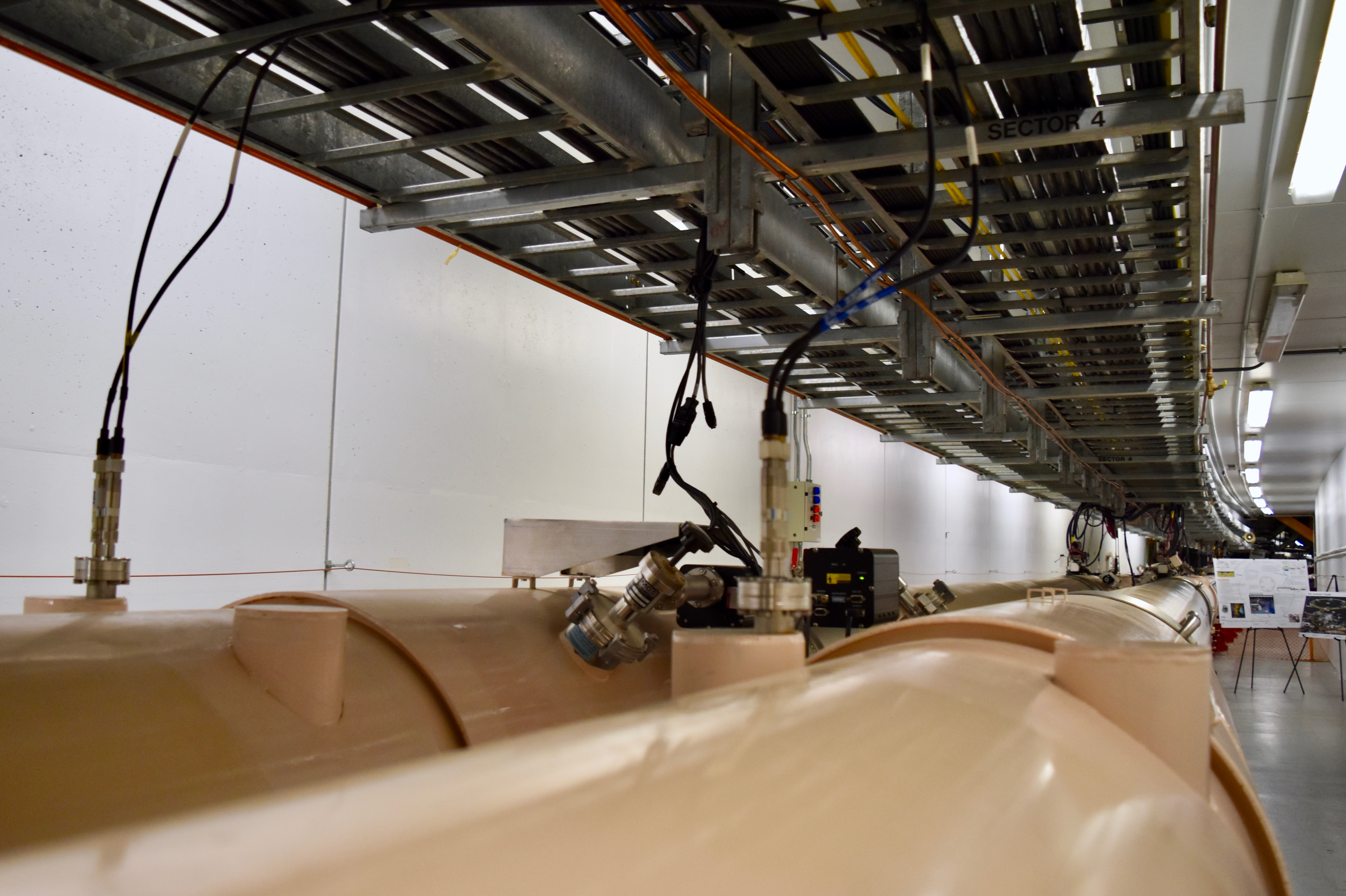
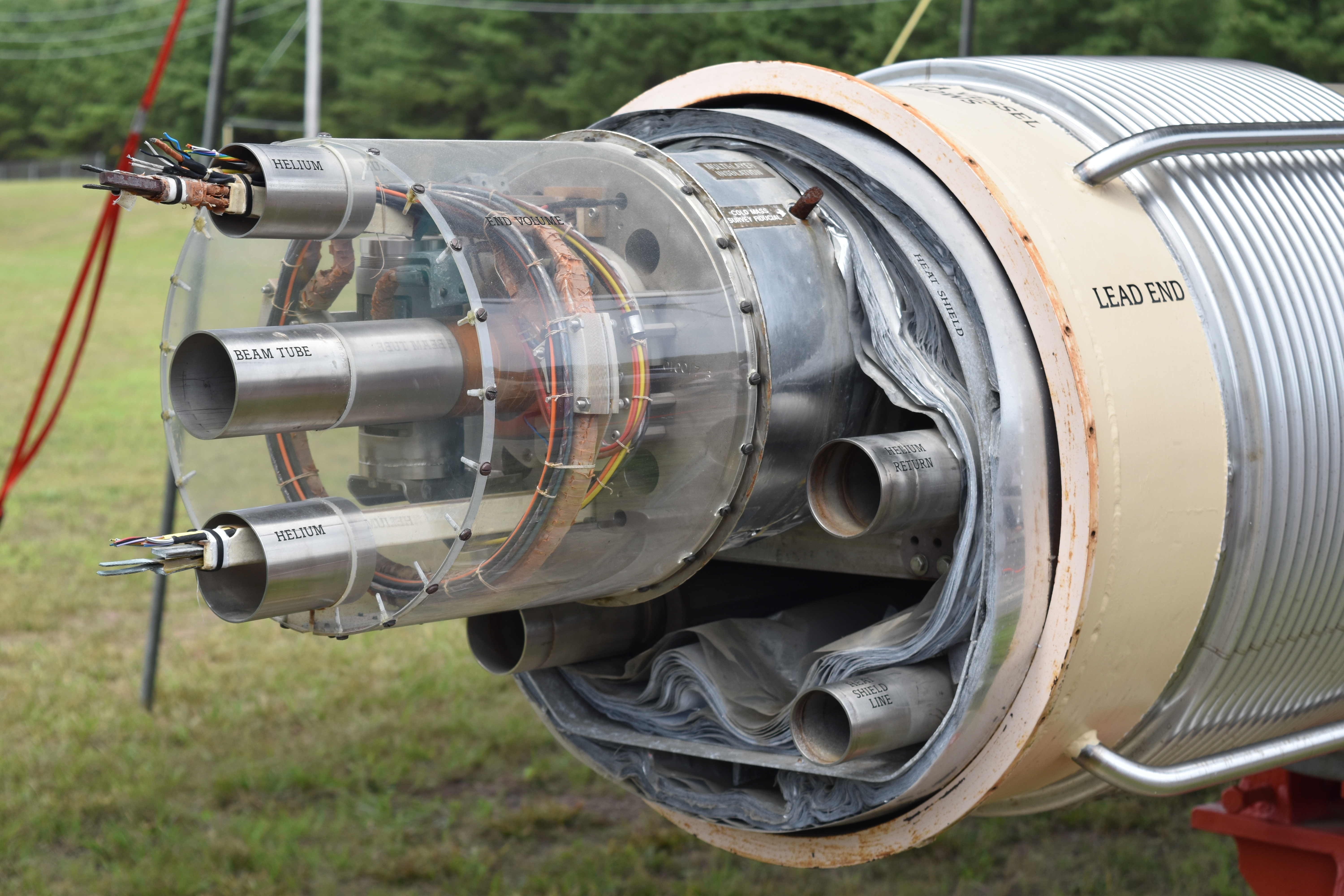
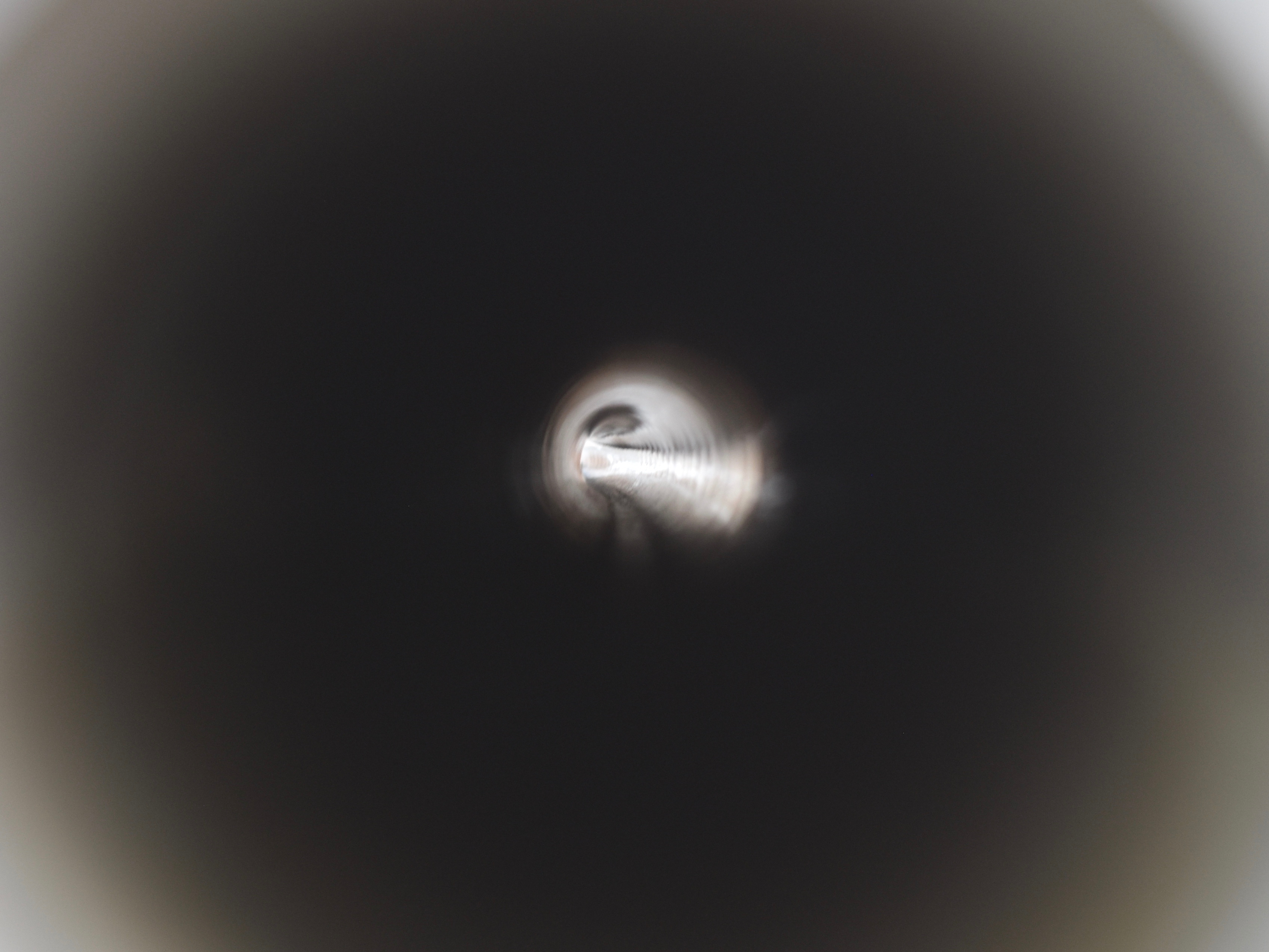
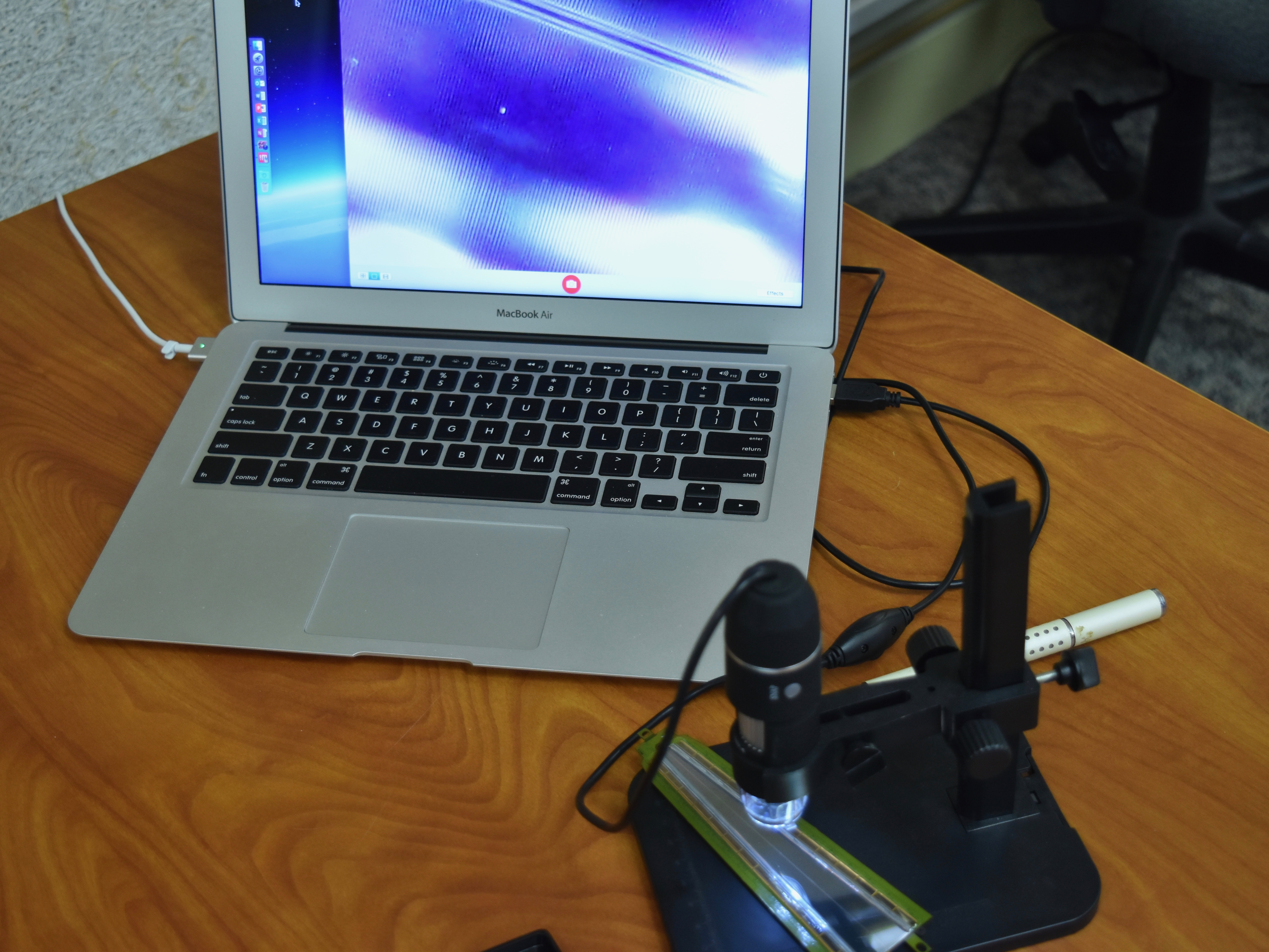

## اقرا أيضا
- مصادم الهدرونات الكبير
- مختبر لورانس ليفرمور الوطني
- فيرميلاب
- لولب مركب للميونات
- سيكلوترون
- معجل خطي
- مسرع دوراني تزامني
- مطياف زمن الطيران